# Narodni park Hoge Veluwe
Hoge Veluwe je največji strnjeni naravni rezervat v kraljevini (55 km2) leži na območju Veluwe, na Nizozemski pokrajini s starimi morenami, ki je nastala med predzadnjo ledeno dobo. Velike sipine, ki se raztezajo ob vznožju morenskih gričev, pa so verjetno nastale mad zadnjo ledeno dobo, morda celo šele v zgodovinskem obdobju, ko so tu krčili gozdove in z odrstanjevenjem talnega sloja s koreninami neprestano uničevali rastlinski pokrov. Danes je približno polovica narodnega parka spet pogozdena, čeprav večinoma s severnoameriškimi vrstami dreves. Tudi domači jeleni srne in divje svinje so dobili družbo tujih živalskih vrst: »državljanstvo« so dobili mufloni s Sardinije in Korzike.